# Parupeneus porphyreus
Parupeneus porphyreus is een straalvinnige vissensoort uit de familie van zeebarbelen (Mullidae). De wetenschappelijke naam van de soort is voor het eerst geldig gepubliceerd in 1903 door Jenkins.